# Bjarte Bruland (Radsportler)
Bjarte Bruland (* 1947) ist ein ehemaliger norwegischer Radrennfahrer und nationaler Meister im Radsport.

## Sportliche Laufbahn
1974 siegte Bruland mit Asbjørn Berger, Birger Hungerholdt und Thorleif Andresen in der nationalen Meisterschaft im Mannschaftszeitfahren. Diesen Titel hatte er auch bei Junioren 1965 und 1966 gewonnen. 1965 wurde er zudem Juniorenmeister im Straßenrennen.
1967 wurde er im Rennen der UCI-Straßen-Weltmeisterschaften der Amateure 79. 
In der Internationalen Friedensfahrt 1970 schied er aus.